# Тамье
Тамье, Аббеи́ де Тамье́ (фр. Abbaye de Tamié) — мягкий французский сыр, изготавливаемый в аббатстве Тамье в департаменте Савойя.
Тамье изготавливают из непастеризованного коровьего молока. Головка сыра цилиндрической формы, плоская, со слегка вогнутыми внутрь краями; покрыта оранжево-коричневой корочкой. Мякоть сыра кремового цвета с небольшим количеством отверстий.
Время созревания сыра — 4—8 недель, корочку сыра в течение всего периода созревания промывают в рассоле. Ежедневно в 8 хозяйствах аббатства производится около 400 кг сыра «Аббе де Тамье».
Тамье хорошо плавится, его используют для приготовления различных блюд, а также для бутербродов и сэндвичей. К сыру хорошо подходят фруктовые[неизвестный термин] белые вина.
Сыр тамье производится двух видов:
- «Пети тамье» (Petit Tamié) массой 550—600 г;
- «Гран тамье» (Grand Tami) массой 1,4—1,5 кг.